# Tubravić
Tubravić (Serbisches-kyrillisch: Тубравић) ist ein Dorf im Westen Serbiens. 

## Geographie
Das Dorf liegt in der Opština Valjevo, im Okrug Kolubara in der historischen Region Podgorina im nordwestlichen Zentralserbien. 

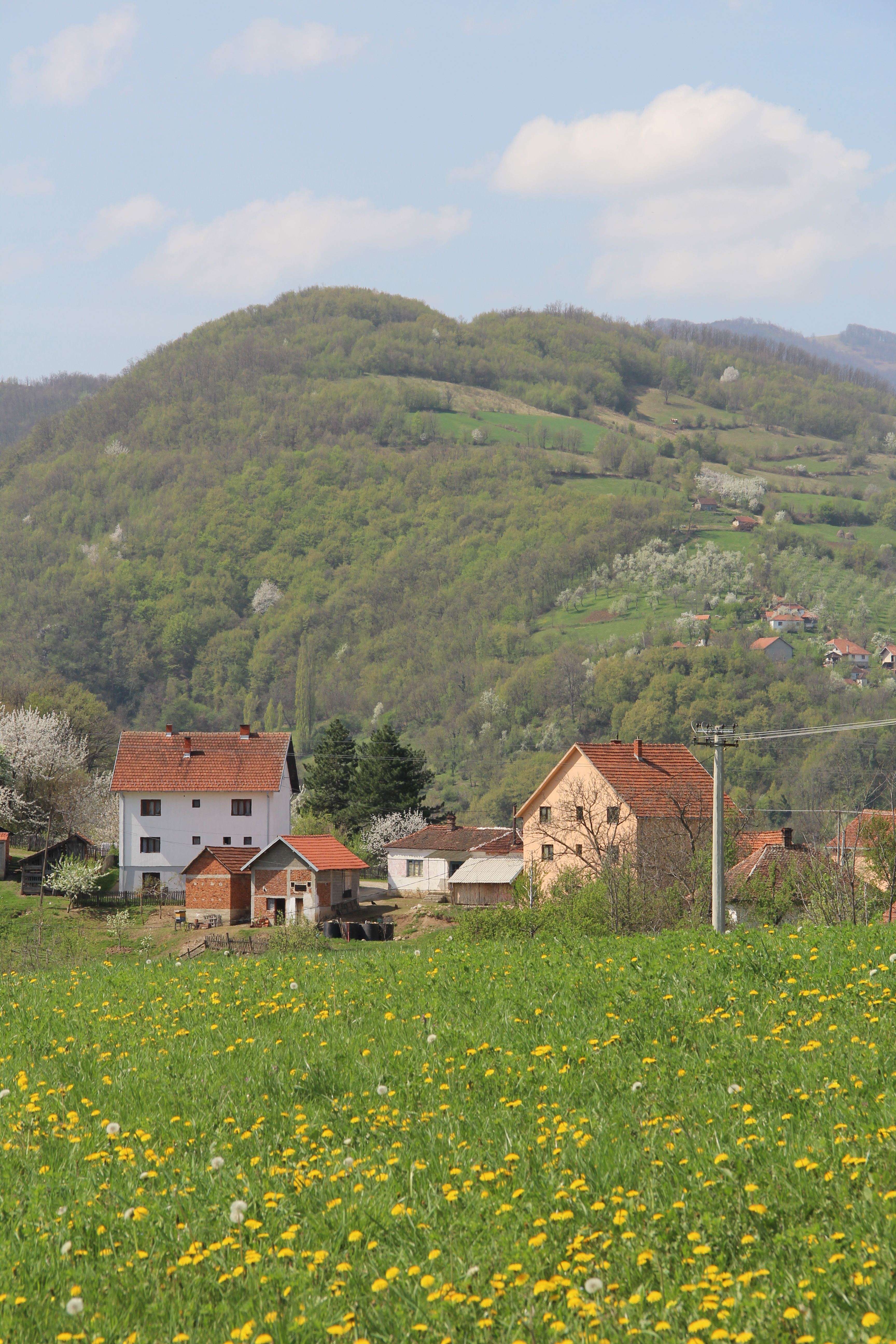
Häuser und bewaldeter Hügel in Tubravić

Tubravić liegt am rechten Ufer des Flusses Jablanica, einem der zwei Quellflüsse der Kolubara. In Tubravić gibt es viele Quellen und Quellläufe unterhalb der einzelnen Hügel, oft tragen die Quellen den Namen der Familien durch deren Besitz sie fließen.
Ebenfalls entlang und durch das Dorf fließt das Flüsschen Trubavićska Reka ein Nebenflüsschen der Sušica. Die Trubavićska Reka entsteht auf der Lokalität Sastavci durch das zusammenfließen der Bäche Vrelo und Sige und weiterer kleinere Wasserläufe auf dem Dorfgebiet und mündet beim Weiler Gračanica in die Jablanica. 
Das Dorfgebiet ist sehr uneben, hügelig, karsthaltig und steil. An der Westseite des Dorfes befindet sich die große Seebeckenebene Poćuta, das aus Tertiärschichten zusammengesetzt ist. Der östliche und vor allem der südliche Teil des Dorfgebietes besteht aus Karst und sekundären Kalkstein.
Die größten und wichtigsten Erhebungen im Dorf tragen folgende Namen: Gračanica, Glavica, Drenjak, Beleg und Brdo. Die Dorfhäuser stehen an den Hängen der einzelnen Hügel im Ort und in den Tälern der Flüsse und Bäche. 
Die Erde des Dorfes gilt als die ertragreichste alle Podgorina-Dörfer. Die großen Felder des Dorfes liegen am rechten Ufer der Jablanica auf der ehemaligen Seebeckenebene Poćuta. Sie gelten als Kornkammer nicht nur von Tubravić, sondern auch der umliegenden Ortschaften. Im Frühling weidet auf den großen Dorfweiden auf der Poćuta das Vieh der Einwohner. Die Hänge oberhalb des Dorfes und am Dorfrand sind alle dicht bewaldet. 
Tubravić ist 90 km südwestlich der serbischen Hauptstadt Belgrad und rund 15 km südwestlich von der Gemeindehauptstadt Valjevo entfernt. Das Dorf liegt an der Straße die Valjevo mit der Stadt Bajina Bašta verbindet.

### Dorfweiler
Tubravić ist ein typisches Bergdorf und eine Streusiedlung. Die Häusergruppen gruppieren sich an den Hängen der Hügel und an deren  Einbuchtungen. Die Häuser sind teilweise eng in Kreisform aneinandergereiht. Das Dorf besteht aus folgenden Weilern: Gračanica, Bakići, Tubravić und Sižani. Die Weiler sind voneinander von 500 m bis zu einem Kilometer weit entfernt. 
- 1.) Gračanica liegt am Osthang des gleichnamigen Hügel, bei der Mündung der Sušica in die Jablanica. Folgende Familien leben im Weiler: Kovačević und Krdžić. Der Weiler liegt am weitesten von den anderen Dorfteilen entfernt und ist wegen der hohen umgebenden Hügel, die ihn auch geographisch vom Restort absondern,  schwer aus den anderen Dorfweilern zu erreichen.
- 2.) Bakići liegt im Südteil des Dorfes am rechten Ufer der Jablanica unterhalb des Hügels Brdo. Folgende Familien leben im Weiler: Jeremić, Marinković, Janković und Stanačić.
- 3.) Tubravić liegt südlicher von Bakići am rechten Jablanica-Ufer und des Baches Vrelo. Folgende Familien leben im Weiler: Đuričić, Lukić, Krstić, Arsić, Gajić, Ignjatović, Milivojević, Marić, Arsenović, Radovanović und Vukosavljević. Er ist der größte und älteste Dorfweiler.
- 4.) Sižani liegt unterhalb des Hügels Beleg und am linken Ufer des Baches Sige. Folgende Familien leben im Weiler: Jovanović, Marković, Živanović, Trifković, Petrović und Nikićević.

## Bevölkerung
Tubravić hatte bei der Volkszählung 2011 319 Einwohner, während es 2002 noch 418 Einwohner waren. Nach den letzten drei Bevölkerungsstatistiken fällt die Einwohnerzahl weiter, obwohl sie von 1991 bis 2002 durch Einzug serbischer Flüchtlinge aus den Kosovo um 17 Bewohner zugenommen hat. Die Bevölkerung setzt sich aus Serben zusammen. 

### Demographie
| Jahr | Einwohnerzahl |
| ---- | ------------- |
| 1866 | 413           |
| 1874 | 417           |
| 1884 | 483           |
| 1890 | 506           |
| 1895 | 514           |
| 1900 | 551           |
| 1948 | 880           |
| 1953 | 821           |
| 1961 | 755           |
| 1971 | 678           |
| 1981 | 564           |
| 1991 | 401           |
| 2002 | 418           |
| 2011 | 319           |

## Geschichte
Tubravić ist ein sehr altes Dorf. Der älteste Dorfteil Tubrević, wo heute noch die ältesten Familien aus dem Ort leben, befand sich beim Bach Vrelo. Mit der Zeit wuchs das Dorf in Richtung der Flüsse und des Baches Sige. Die Đuričić gelten als die Begründer des Dorfes. Zu den ältesten Familien im Ort zählen neben der genannten Familie auch die: Lukić, Krstić und Stančić. Weitere Familien zogen im 17. Jahrhundert aus der Herzegowina, Montenegro und der Azbukovica nach Tubravić. 

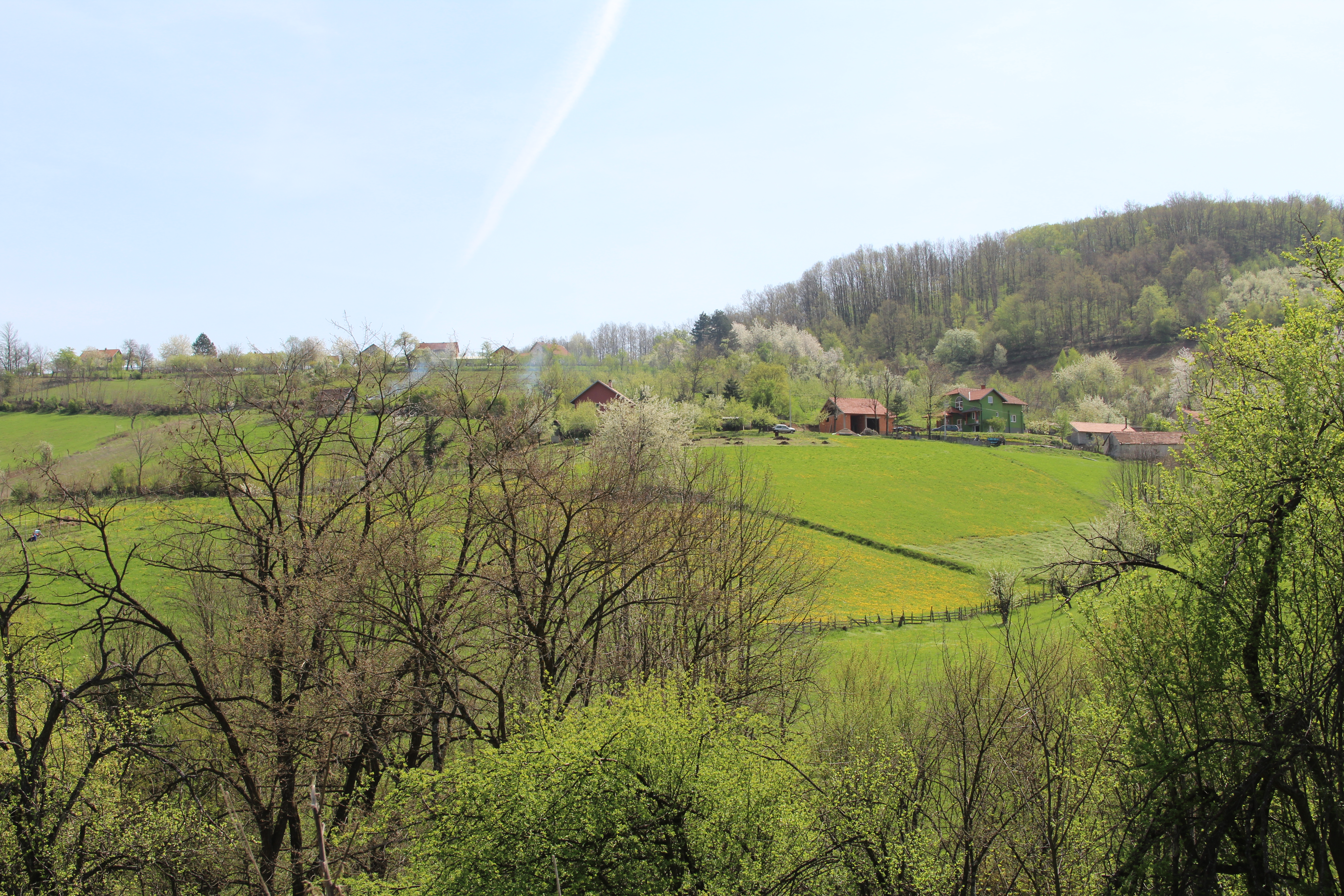
Felder und Wiesen im Frühjahr im Jahr

1560 wird in osmanischen Aufzeichnungen über das Serbisch-orthodoxe Kloster Gračanica auf dem Dorfgebiet berichtet. Einige alte Gräber und die Reste des alten Klosterkonak bezeugen, dass das Kloster im 15. Jahrhundert schon existierte. 
1818 wird in den osmanischen Steuereintragungen das Dorf erwähnt. Damals waren Tubravić und der heutige Dorfweiler Gračanica als zwei eigenständige Ort aufgeführt, mit jeweils 22 Haushalten. Auch die Einwohner der umliegenden Orte hatten noch zu Beginn des 20. Jahrhunderts zwischen Tubravić und Gračanica unterschieden. Die Dorfbewohner selbst nahmen die Unterscheidung nicht wahr, im Gegenteil alle bezeichneten sich als Einwohner Tubravić´s oder der Poćuta-Ebene. 
Im Weiler stand die alte Dorfkirche, bekannt als Valjevska Gračanica oder Manastir Valjevska Gračanica. Diese dem Hl. Erzengel Michael geweihte Kirche stammt aus dem 19. Jahrhundert (erbaut 1818) und wurde 2016, bei der Schaffung des neuen Stausees Rovni jezero überflutet. Dies führte zu großen Kontroversen in der serbischen Öffentlichkeit. Die Kirche wurde einige Jahre vor ihrer Überflutung wieder zu einem Kloster erhoben. 
Im frühen 20. Jahrhundert gehörte das Dorf zur Opština Rebelj im Srez Valjevo.

## Infrastruktur
Die Bevölkerung lebt von der Landwirtschaft, der Viehzucht und dem Obstanbau. Das Dorf besitzt eine Grundschule, ein Gasthaus und ein dörfliches Gericht die auf der Anhöhe Markov Beleg mitten auf der Poćuta stehen. 

## Religion
Die Bevölkerung bekennt sich zur Serbisch-orthodoxen Kirche. Im Dorf an der Grenze zum Nachbardorf Brezovice auf der Lokalität Bakić Brdo, wurde 2009 nahe der alten überfluteten Kirche, eine neue Kirche, mit gleichen Patronat erbaut. Die neue Pfarrkirche Hl. Erzengel Michael, auch Nova Gračanica genannt, mit dazu gehörigem Pfarrhaus, Brunnen und großem Kirchhof, bekam die Ikonostase und Ikonen der alten Kirche. 

## Galerie

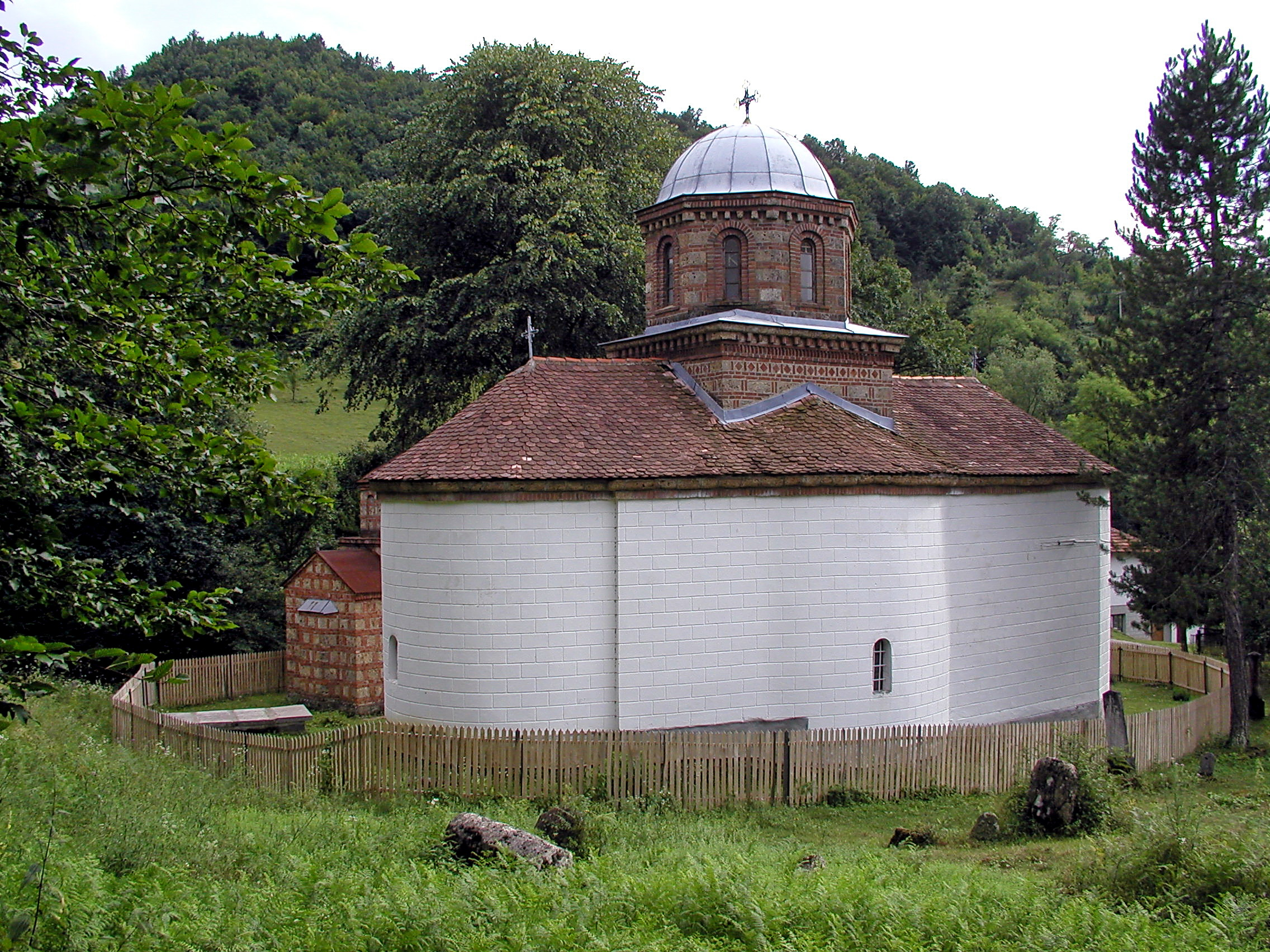
Die alte untergegangene Kirche (Valjevska Gračanica)
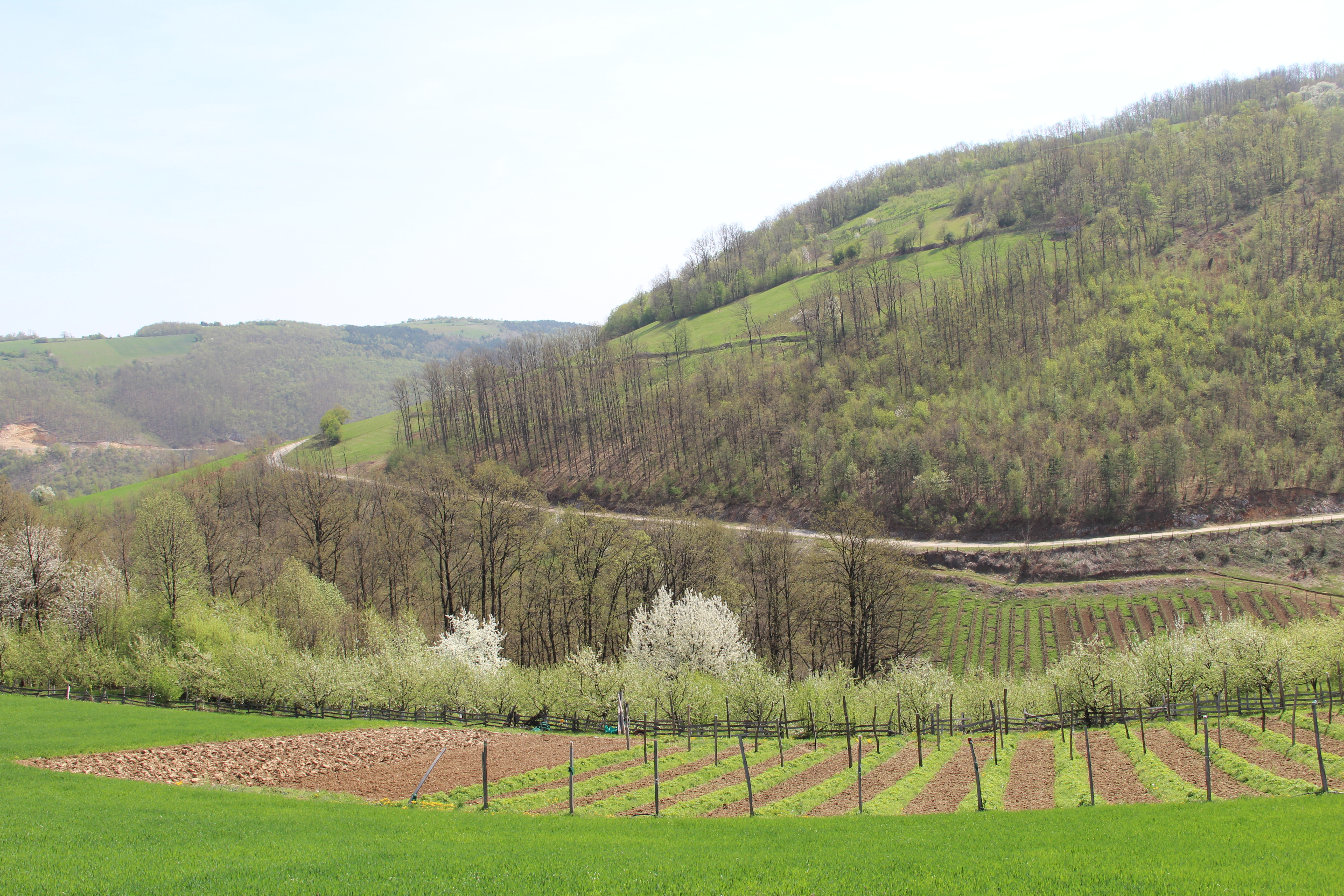
Dorfstraße mit Feld und bewaldeten Hügel
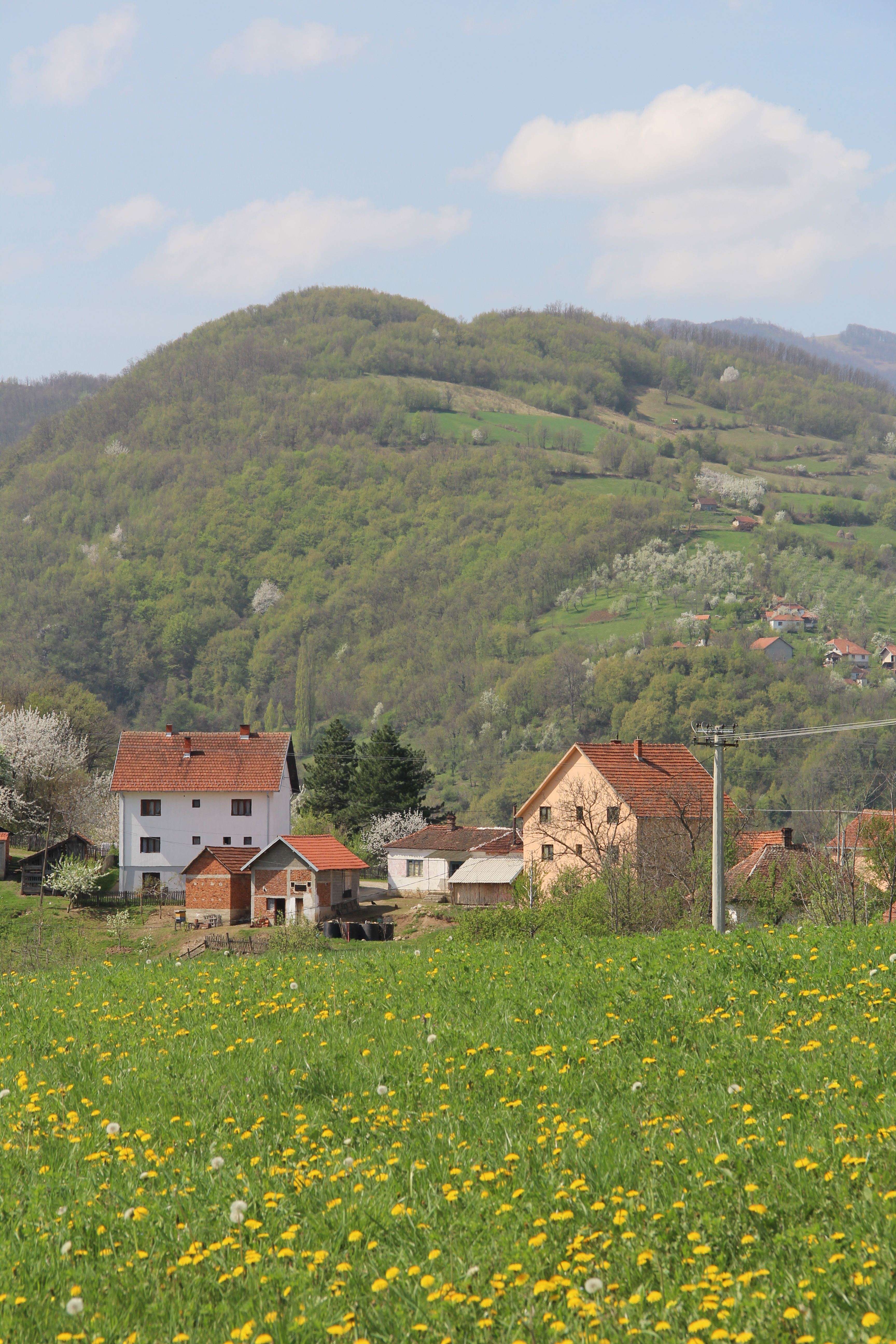
Hügel im Vordergrund Häuser
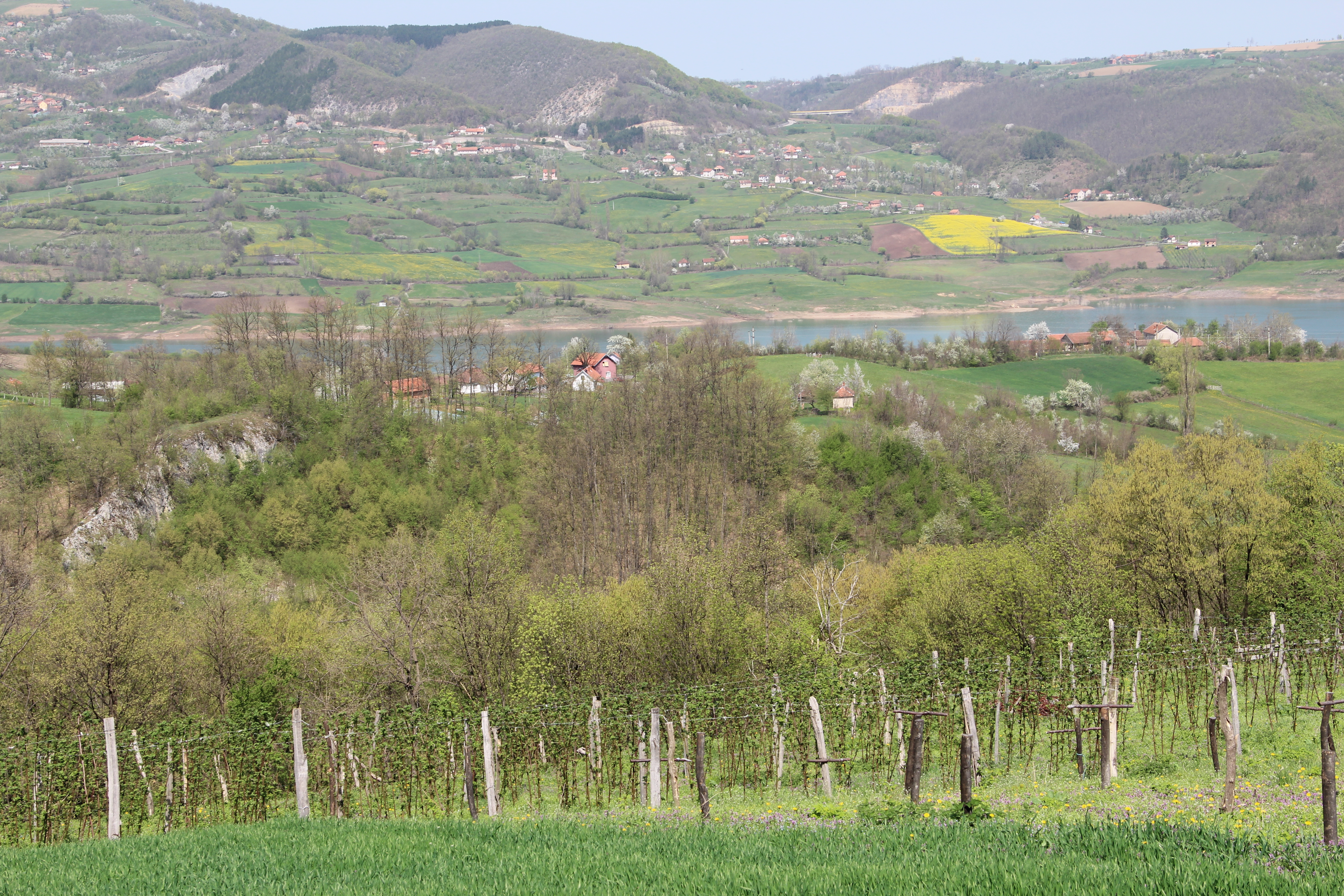
Umgebung von Tubravić
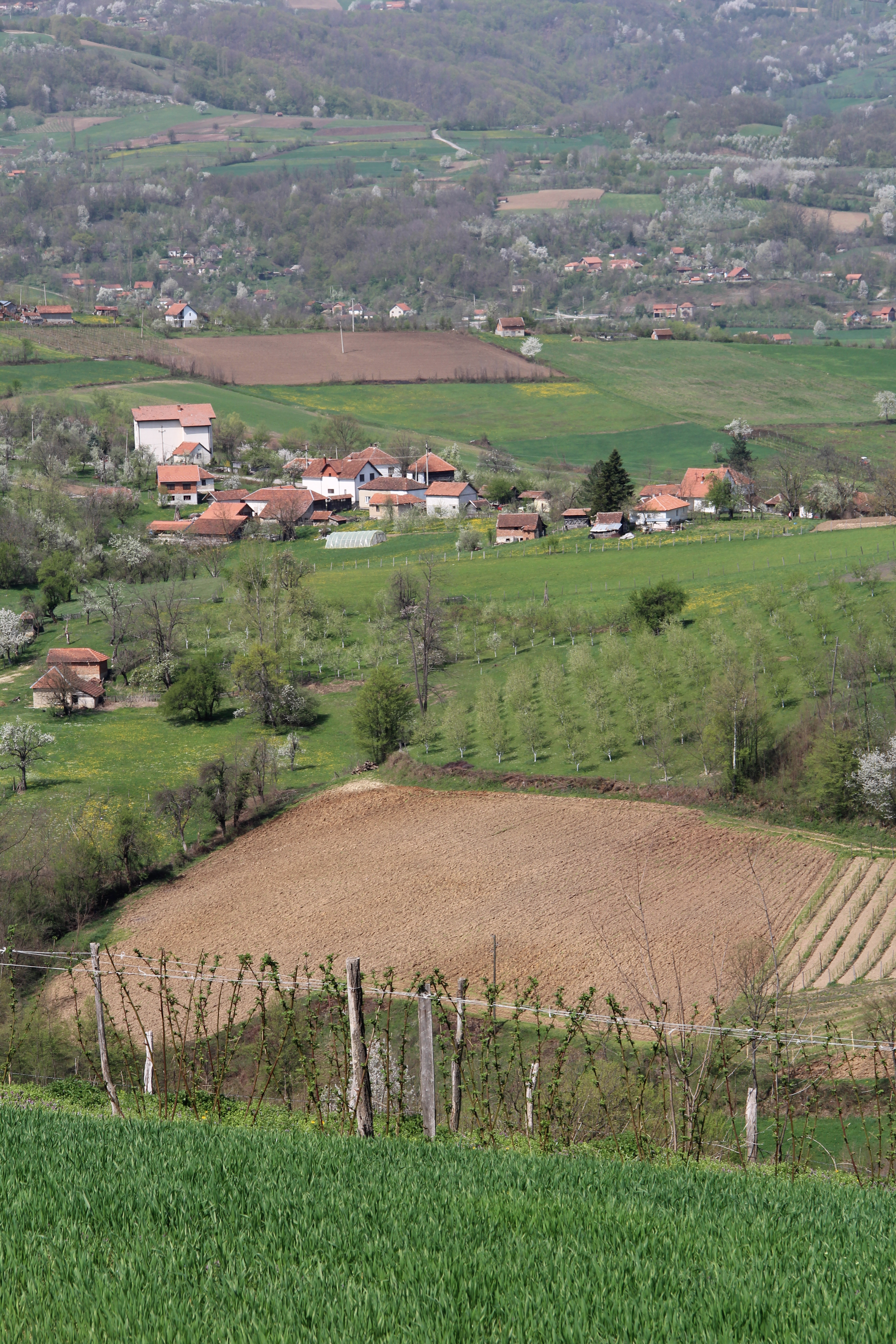
Felder und Dorfweiler
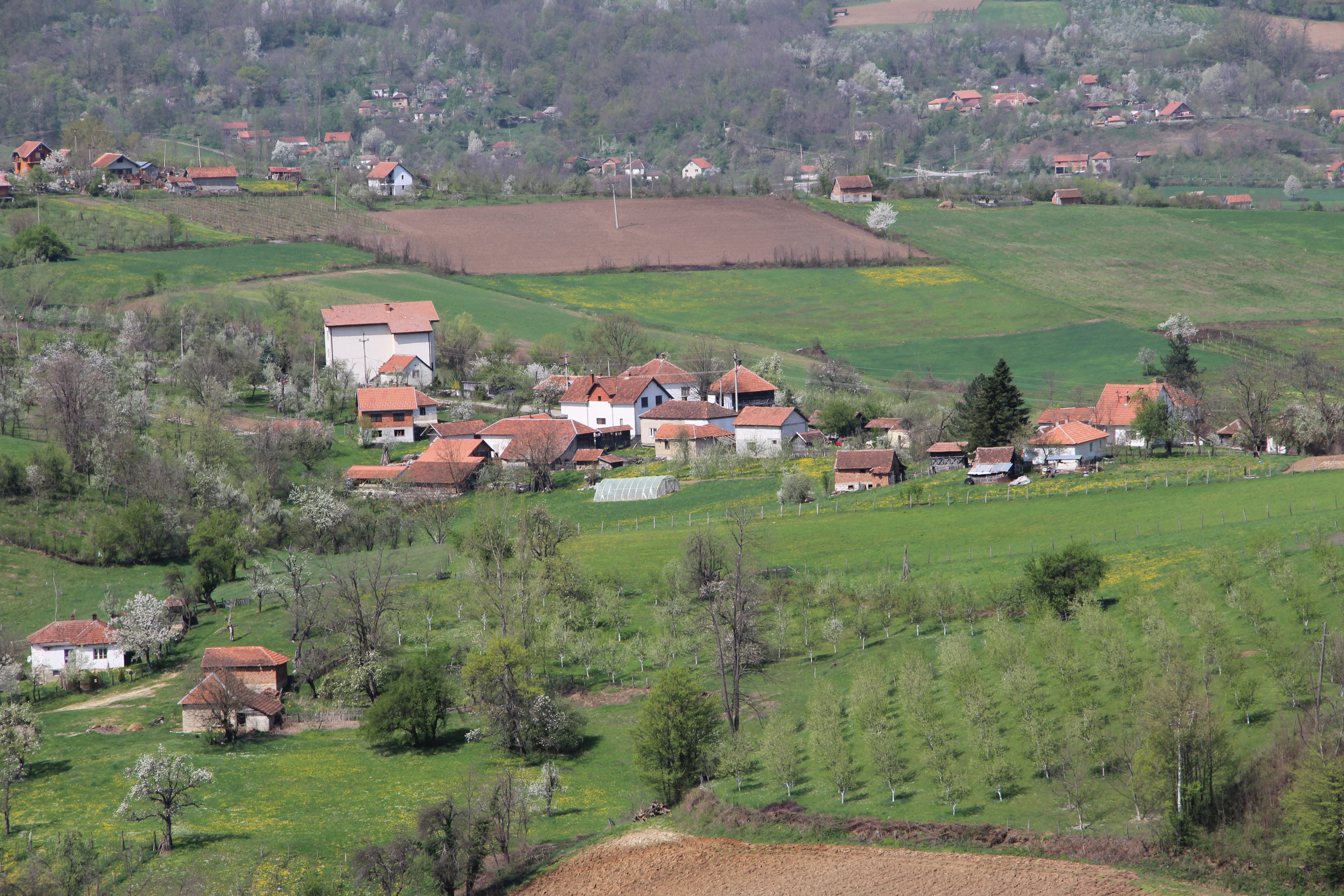
Blick auf Häusergruppen und Umgebung
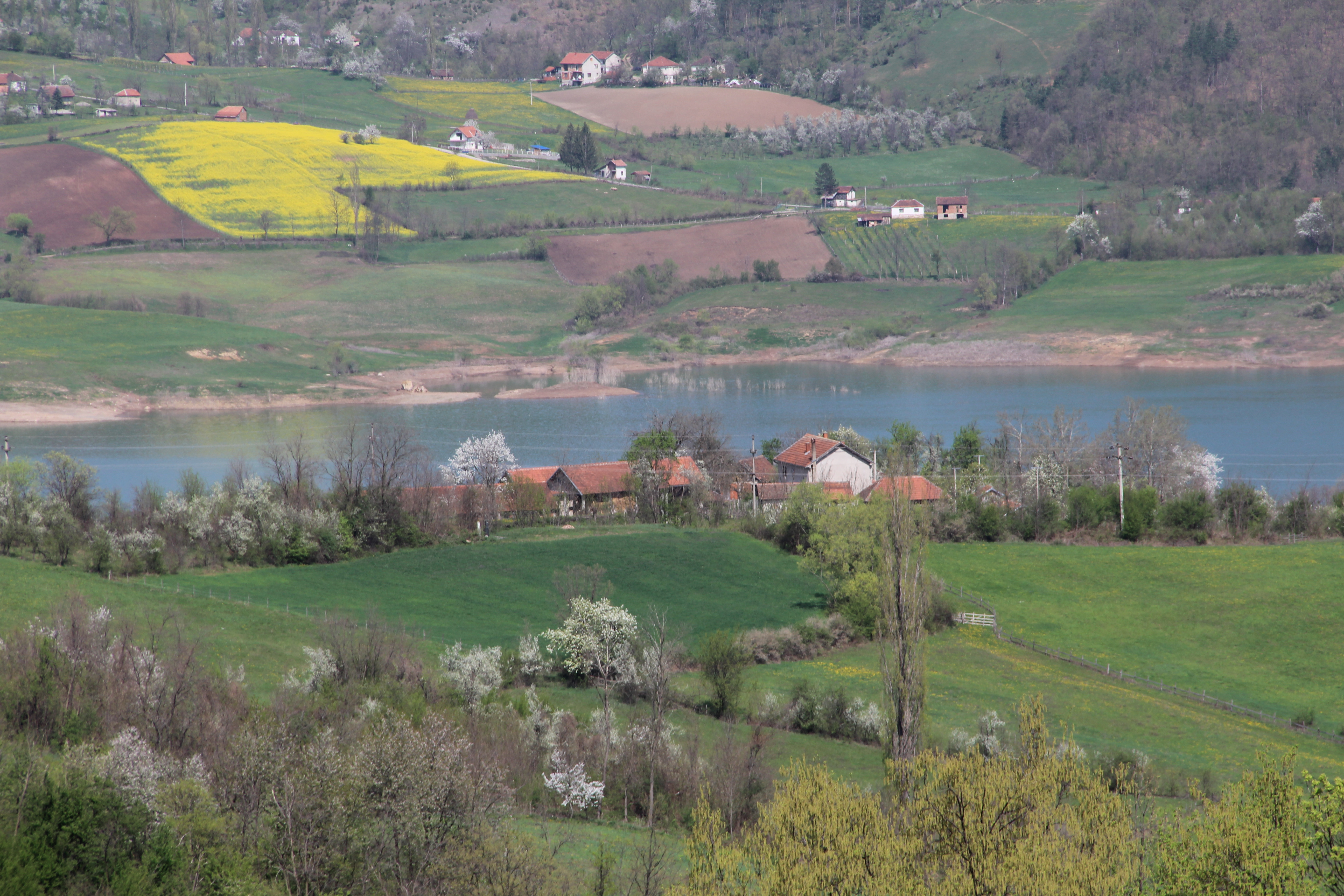
Im Hintergrund der Stausee Rovni jezero

## Belege
- Artikel über das Dorf auf der Seite poreklo.rs, (serbisch)
- Knjiga 9, Stanovništvo, uporedni pregled broja stanovnika 1948, 1953, 1961, 1971, 1981, 1991, 2002, podaci po naseljima, Republički zavod za statistiku, Beograd, maj 2004, ISBN 86-84433-14-9
- Knjiga 1, Stanovništvo, nacionalna ili etnička pripadnost, podaci po naseljima, Republički zavod za statistiku, Beograd, Februar 2003, ISBN 86-84433-00-9
- Knjiga 2, Stanovništvo, pol i starost, podaci po naseljima, Republički zavod za statistiku, Beograd, Februar 2003, ISBN 86-84433-01-7